# Lingue kaingang
La  lingua kaingang o caingang (endonimo kanhgág), è una lingua della famiglia linguistica delle lingue gê parlata nel sud del Brasile dal popolo Kaingang, che vive tra gli stati di Paraná, Santa Catarina, São Paulo e Rio Grande do Sul. 
Benché la nazione kaingang sia formata da circa 30.000 persone, si ritiene che solo tra il 60% ed il 65% parlino il kaingang, spesso come seconda lingua. La maggioranza usa il portoghese come prima o sola lingua.

## Classificazione
Il kaingang appartiene al ramo delle Lingue gê meridionali, insieme con lo xokleng. 

## Dialetti
Il kaingang che è parlato su di una zona geograficamente estesa si ripartisce in almeno tre dialetti :
- Il kaingang del Paraná
- Il kaingang del Sud-Est
- Il kaingang di São Paulo

Ethnologue.com considera quest'ultimo non come un dialetto, ma come una lingua a sé stante con un proprio codice [zkp], la lingua sarebbe però estinta. Il kaingang ha come codice [kgp].